# 崗子村駅
崗子村駅（こうしそんえき）は、中華人民共和国江蘇省南京市玄武区竜蟠路、板倉街と北安門街の交差点にある、南京地下鉄4号線の駅である。6号線が乗り入れ、両路線の接続駅となっている予定。

## 歴史
- 2017年1月18日4号線の駅として開業。

## 駅構造
地下2層構造の駅である。

### のりば
| 番線 | 路線            | 方面                           | 行先          |
| ---- | --------------- | ------------------------------ | ------------- |
|      | 南京地下鉄4号線 | 鶏鳴寺・草場門・珍珠泉 方面    | 余家営 行き   |
|      | 南京地下鉄4号線 | 東流・仙林湖方面               | 華僑城東 行き |
|      | 南京地下鉄6号線 | 燕江新城・金陵石化方面         | 棲霞行き      |
|      | 南京地下鉄6号線 | 光華門・機場跑道旧址・夾崗方面 | 南京南駅行き  |

## 隣の駅
南京地下鉄
■4号線
九華山駅- 崗子村駅- 蒋王廟駅
■6号線
花園路駅- 崗子村駅- 富貴山駅